# エリダヌス座ウプシロン4星
エリダヌス座υ4星（エリダヌスざウプシロン4せい、υ4 Eridani、υ4 Eri）は、エリダヌス座にある連星である。見かけの等級は3.56と、肉眼でみることができる明るさである。年周視差に基づいて太陽からの距離を計算すると、約177光年である。公転周期5日の分光連星で、離れた位置にあるもう1つの恒星との三重連星ではないかと考えられる。分光連星の2つの恒星は、いずれも水銀・マンガン星である。

## 星系
エリダヌス座υ4星は、リック天文台から南天観測のために派遣された観測隊のウィリアム・ハモンド・ライトによって、スペクトル線が二重になっている分光連星であることが発見された。その後、リック天文台によって軌道要素が求められ、公転周期は5.01日、軌道長半径は886万km以上、主星と伴星の質量比が0.98とされた。
21世紀になって、エリダヌス座υ4星にはもう一つの伴星が発見された。南に5秒離れた位置に、近赤外線で10等級の恒星が検出され、この恒星が同じ方向にみえたのが偶然である確率は0.05%と評価されたことから、分光連星と合わせた三重連星系ではないかと考えられるが、一方でワシントン重星カタログでは、この第3の恒星との物理的な結びつきは疑わしいとされている。
ワシントン重星カタログにはあと2つ、離角0.1秒の近接した恒星と、49秒離れた12等星が記載してあり、五重連星の可能性もある。

## 特徴
エリダヌス座υ4星系の分光連星は、主星と伴星のスペクトル線が分離でき、それぞれの視線速度曲線が描けるため、早くから主星と伴星の質量比が明らかとなり、質量比が1に近いことから、物理的性質がよく似た2星の対であると理解されていた。どちらも晩期B型の主系列星で、全体でのスペクトル型はB9 Vと分類された。干渉計による観測で、分光連星の軌道が視覚化されるようになると、軌道傾斜角が制限され、それによって質量の値も特定されるようになった。主星の質量は太陽の約3.17倍、伴星の質量は太陽の約3.07倍と求められ、半径はどちらも同じで太陽の約2.3倍、表面の有効温度は主星が12750 K、伴星が12250 K、光度は主星が太陽の約100倍、伴星が太陽の約87倍と推定される。自転速度はいずれも22 km/sとB型主系列星にしては遅く、公転と同期していると考えられる。
5秒離れているもう1つの伴星は、その暗さから、質量が太陽の半分以下、有効温度がおよそ3600 K、光度は太陽の30分の1程度と推測され、分光連星からの距離は291 au以上あるとみられる。
20世紀の半ばに、エリダヌス座υ4星はマンガンが過剰に存在する化学特異星であることがわかってきた。それから水銀の存在も特定され、水銀・マンガン星と位置づけられるようになった。分光連星の主星と伴星、それぞれの組成が求められるようになると、両星ともに水銀・マンガン星であり、しかも、物理的性質がほぼ等しく、同じように進化してきたと考えられるにもかかわらず、主星と伴星では過剰である元素の種類や、同位体比が異なっているという奇妙な天体であることもわかってきた。
エリダヌス座υ4星は、ラ・シヤ天文台での近赤外線測光観測によって、波長4.8 μm帯で3.78等から4.04等の間を変光するとされた。可視光でも振動がみつかり、分光連星の一方は脈動している可能性もあるが、振幅は小さく周期も複数の候補が混在している。

## 名称
中国ではエリダヌス座υ4星は、天上に植えられている野菜や果物を表すとされる天園（拼音: Tiān Yuán）という星官を、ほうおう座δ星、エリダヌス座χ星、φ星、κ星、s星、θ星、h星、f星、g星、υ3星、υ2星、υ1星と共に形成する。エリダヌス座υ4星自身は、天園十（拼音: Tiān Yuán shí）すなわち天園の10番星といわれる。